# Festuca rupicaprina
Festuca rupicaprina är en gräsart som först beskrevs av Eduard Hackel, och fick sitt nu gällande namn av Anton Joseph Kerner. Festuca rupicaprina ingår i släktet svinglar, och familjen gräs. Inga underarter finns listade i Catalogue of Life.